# Сухотины
Сухотины — дворянский род, давший нескольких деятелей в разных отраслях государственной службы, преимущественно в морской. Родовое имение — Кочеты в Орловской губернии.
Согласно Общему гербовнику:

Предок рода Сухотиных, Афанасий Казаринович Сухотин, за Московское осадное сидение, мужество и храбрость в 1613 году пожалован был на поместья грамотою.
При подаче документов (1686) для внесения рода в Бархатную книгу, была предоставлена родословная роспись Сухотиных, царские жалованные грамоты: Василия III Истоме Васильевичу Сухотину на деревню Рождественское с деревнями в Нюховском стане Тульского уезда (1519), Ивана IV Истоме Васильевичу Сухотину на волость Мышега Тарусского уезда (1533—1538), ему же с детьми Григорием, Федосом, Сеитом, Третьяком и Дмитрием на их поместья села и деревни в Тульском, Боровском и Коломенском уездах (1544), Григорию Истомину Сухотину на волость Мышега Тарусского уезда (1546/47 и 1550), указная грамота об отказе Третьяку Истомину в поместье деревни Тимонина в Черепецком стане Тульского уезда (1557), указная грамота царя Василия Ивановича Шуйского царским войскам о запрещении воевать и грабить поместья тулянина Дмитрия Юрьевича Сухотина (1607), вотчинные грамоты царя Михаила Фёдоровича Фёдору Вахромеевичу Сухотину на жеребий села Лунёво и деревни Иевле в Нюховском стане Тульского уезда (1613) и Дмитрию Юрьевичу Сухотину на деревни на Осиновой горе на реке Упа и пустоши Жеремель в Заупском стане Тульского уезда (1622).

## Описание герба
Щит разделён перпендикулярно на две части, из них в правой части, в голубом поле, изображены из облака выходящая рука в латах с серебряной шпагой (польский герб Малая Погоня), а в левой части, в красном поле, — идущий в правую сторону золотой лев.
На щите — дворянский коронованный шлем. Нашлемник: три страусовых пера. Намёт на щите красный, подложенный золотом. Герб рода Сухотиных внесен в Часть 4 Общего гербовника дворянских родов Всероссийской империи, стр. 72.

## Известные представители
- Сухотины: Сила и Михаил Ивановичи, Иван Дмитриевич, Венедикт Фёдорович — тульские городовые дворяне (1627—1629).
- Сухотин Денис Денисович — мценский городовой дворянин (1627—1629).
- Сухотины: Семён Иванович, Иван Тихонович, Емельян Андреевич — серпейский городовой дворянин (1629).
- Сухотин Андрей Тихонович — серпейский городовой дворянин (1627—1629), московский дворянин (1636—1640).
- Сухотин Иван Фёдорович — стольник патриарха Филарета (1627) (отставлен 1628).
- Сухотин Фёдор Истомин — тульский городовой дворянин (1627—1629), воевода в Туле (1627).
- Сухотин Андрей Тихомирович — воевода в Пронске (1629).
- Сухотины: Андрей — московский дворянин (1636).
- Сухотин Истома Иванович — тулянин, воевода в Дедилове (1638), Ольшанске (1651).
- Сухотин Иван Семёнович — московский дворянин (1640—1677).
- Сухотин Иван Иванович — воевода в Крапивне (1648—1649).
- Сухотин Михаил Иванович — тулянин, воевода в Дедилове (1649).
- Сухотин Осип Уварович — тульский городовой дворянин (1627—1629), воевода в Туле (1649—1651).
- Сухотин № — воевода в Чугуеве (1656).
- Сухотин Иван — воевода в Шацке (1664—1665).
- Сухотин Фёдор — воевода в Угличе (1664).
- Сухотин Андрей — воевода в Усмани (1679).
- Сухотины: Феоктист и Сила Семёнович — московские дворяне (1658).
- Сухотины: Осип Фёдорович, Никита Степанович, Михаил Андреевич — стольники царицы Евдокии Фёдоровны (1692).
- Сухотин Фёдор Иванович — стольник, воевода в Кунгуре (1693).
- Сухотин Степан Осипович — московский дворянин, воевода в Кунгуре (1694—1696).
- Сухотины: Семён Данилович, Киприян Степанович, Никита, Иван и Ефим Андреевичи, Фёдор, Василий и Иван Большой Ивановичи — московские дворяне (1671—1692).
- Сухотины: Фёдор Фёдорович, Эраст Никитич, Истома Мелентьевич, Яков и Иван Ивановичи, Дмитрий Никифорович, Абрам Дементьевич — стряпчие (1682—1694).
- Сухотины: Филат Анисимович, Сильвестр Васильевич, Карп Тимофеевич, Тимофей, Киприян, Ерофей и Дементий Ивановичи, Григорий Андреевич, Василий Матвеевич, Богдан Силин, Андрей Истомин — стольники (1679—1692)[3][4].
- Сухотин, Фёдор Вахромеевич (кон. XVI — 1-я пол. XVII века) — русский военный деятель XVII века, воевода.
- Сухотин, Иван Иванович (ум.1688) — послан (1669) в Крым вместе с дьяком Михайловым к хану Мурат-Гирею для определения границ, но дела не исполнил, Михайлов по неизвестному поводу покинул Сухотина и возвратился в Москву, московский дворянин (1656—1677), пожалован думным дворянином (1682) (ум. 1688).
- Сухотин, Андрей — воевода в Усмани (1679).
- Сухотин, Иван Михайлович (ок. 1700 — после 1763) — мореплаватель, офицер российского императорского флота, участник Великой Северной экспедиции, капитан-командор.
- Сухотин, Яков Филиппович (1725—1790) — русский военно-морской деятель, вице-адмирал, командующий Черноморским флотом.
- Сухотин, Алексей Николаевич (1726—1805) — генерал-майор, командующий войсками в Грузии, кавалер ордена Святого Георгия 3-й степени.
- Сухотин, Антон (1722 — ?) — капитан-командор.
- Сухотин, Василий Фёдорович (1784—1808) — мичман русского флота, герой русско-шведской войны
- Сухотин, Григорий Филатович — служил в лейб-гвардии Измайловском полку, полковник, действительный статский советник, архангельский вице-губернатор, губернатор (03 июня 1762), произведён в тайные советники.
- Сухотин — майор Московского Гренадёрного полка, погиб под Люценом (20 апреля 1813), его имя занесено на стену храма Христа Спасителя в г. Москва.
- Сухотин — поручик 23 Егерьского полка, погиб в сражении при Дрездене (14-15 августа 1813), его имя занесено на стену храма Христа Спасителя[5].
- Сухотин, Иван Владимирович (1854—1913) — командир крейсера «Аврора» (1901—1904), контр-адмирал Российского императорского флота (с 1906).
- Сухотин, Михаил Михайлович (1820-е — 1881) — писатель, брат Ф. М. Сухотина.
- Сухотин, Михаил Сергеевич (1850—1914) — новосильский уездный предводитель дворянства, член I Государственной думы от Тульской губернии.
- Сухотин, Николай Николаевич (генерал-майор) (1816—1879) — государственный деятель, подольский губернатор (1864—1866).
- Сухотин, Николай Николаевич (генерал от кавалерии) (1847—1918) — русский генерал, государственный деятель
- Сухотин, Павел Сергеевич (1884—1935) — русский поэт.
- Сухотин, Сергей Михайлович (1887—1926) — поручик, участник убийства Распутина.
- Сухотин, Фёдор Михайлович (1816—1889) — тайный советник, председатель московского попечительского о бедных комитета.
- Сухотина-Толстая, Татьяна Львовна (1864—1950) — дочь Л. Н. Толстого, автор мемуаров.
- Сухотин, Алексей Михайлович (1888—1942) — российский лингвист и переводчик.
- Сухотин, Яков Львович (1920—2005) — советский и российский журналист.
- Сухотин, Анатолий Константинович (1922—2012) — советский учёный-философ.